# Philippe Vilamitjana
Philippe Vilamitjana, né le 17 mai 1955, est un journaliste et un dirigeant de chaîne de télévision français. Il a principalement travaillé pour France 2, France 3 et France 5.

## Parcours
Diplômé de l'Institut d'études politiques de Bordeaux et de l'IUT de journalisme de Bordeaux, il commence sa carrière de journaliste en 1979 à FR3 Aquitaine avant de rejoindre FR3 Paris Île-de-France en tant que rédacteur en chef adjoint. 
En 1986, il rejoint Thalassa comme grand reporter et devient rédacteur en chef adjoint, puis rédacteur en chef en 1990.
En mai 2001, il est directeur adjoint de l’unité de programme Thalassa, chargé des émissions Thalassa et Faut pas rêver, aux côtés de Georges Pernoud.
Le 3 octobre 2005, il est nommé directeur délégué aux programmes de France 5. Il prend ses fonctions le 5 octobre 2005. Le 6 juillet 2006, il est nommé directeur de l'antenne et des programmes de France 5 après le départ d'Alexandre Michelin.
En juin 2007, il décide de supprimer de l'antenne de France 5 l'émission du journaliste Daniel Schneidermann Arrêt sur images, une des plus anciennes émissions de France 5, la jugeant « usée ».
En 2010, il est nommé directeur de l'antenne et des programmes de France 2. À ce poste, il accumule les échecs, notamment celui, retentissant, de Jusqu'ici tout va bien, avec Sophia Aram, projet qu'il avait, selon le journal Libération, « porté et défendu », mais aussi d'autres ratés comme le jeu culinaire Dans la peau d’un chef, ou avant le 20 heures, la fiction courte Y a pas d’âge avec Claude Brasseur, Marthe Villalonga et Arielle Dombasle… À la rentrée 2012, il avait lancé Bruce Toussaint, avec Vous trouvez ça normal ?, le vendredi en fin de soirée, Roumanoff et les garçons, avant le 20 heures et vite supprimée. Philippe Vilamitjana a d'autre part mis fin en juin 2013 à l'émission de Philippe Lefait, Des Mots de minuit. Il propose à Thierry Ardisson de revenir sur le service public, lequel décline la proposition. Face à ces échecs successifs, il est limogé de son poste durant le week-end du 19-20 octobre 2013 et remplacé par Thierry Thuillier. Thierry Ardisson lui impute les difficultés actuelles de France 2 expliquant que ce directeur n'a jamais voulu faire de place à une émission « culturelle » de bon aloi.
Depuis 2014, il est le producteur du Téléthon pour France Télévisions.